# Герб Мурси
Ге́рб Му́рси — офіційний символ містечка , Португалія. Використовується як територіальний герб. У срібному щиті зелене оливкове дерево із чорними гілками, стовбуром і кореневищем. Обабіч нього два золоті виноградні грона із зеленим листям. У чорній главі щита срібна Мурсова свиня. Щит увінчує срібна мурована містечкова корона з чотирма вежами.  Під щитом біла стрічка, на якій великими літерами напис португальською: «vila de Murça» (містечко Мурса).  Офіційно затверджений 12 березня 1936 року.  

## Галерея

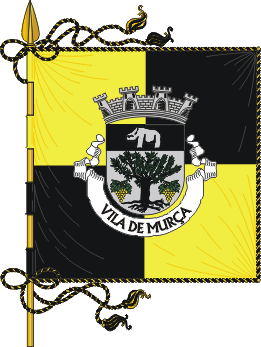
Прапор